# فرز براهمیا
فرز براهمیا (عربی: فارس براهميا؛ زادهٔ ۲۴ ژانویهٔ ۱۹۹۰) بازیکن فوتبال اهل الجزایر است.
از باشگاه‌هایی که در آن بازی کرده‌است می‌توان به باشگاه فوتبال استراسبورگ اشاره کرد.